# Porphyrospiza
Porphyrospiza es un género de aves paseriformes perteneciente a la familia Thraupidae, que agrupa a tres especies nativas del oeste, sur y centro este de Sudamérica. El género era monotípico hasta que en el año 2016, dos especies anteriormente situadas en Phrygilus fueron transferidas para el mismo. Sus miembros son denominadas comúnmente yales o fringilos, entre otros.

## Taxonomía

### Descripción original
Este género fue descrito originalmente en el año 1873 por los zoólogos ingleses Philip Lutley Sclater y Osbert Salvin. Su especie tipo es Porphyrospiza caerulescens, la cual había sido descrita en 1830 por el explorador, naturalista,  etnólogo, entomólogo y ornitólogo germano Maximilian zu Wied-Neuwied.

### Etimología
Etimológicamente, el término femenino Porphyrospiza se construye con palabras en el idioma griego, en donde: porphyros significa ‘de color púrpura’ y σπσα (spiza), que es el nombre común del ‘pinzón vulgar’ (Fringilla coelebs), vocablo comúnmente utilizado en ornitología cuando se crea un nombre de un ave que es parecida a un pinzón.

### Historia taxonómica y relaciones filogenéticas
Durante décadas colocado en las familias Cardinalidae o en Emberizidae, este género fue transferido para Thraupidae con base en diversos estudios genéticos, citando Burns et al. 2002, 2003; Klicka et al. 2007 y Campagna et al. 2011. La Propuesta N° 512 al Comité de Clasificación de Sudamérica (SACC) de noviembre de 2011, aprobó la transferencia de diversos géneros (entre los cuales Porphyrospiza) de Emberizidae para Thraupidae.
Tradicionalmente, dos de sus integrantes se incluían en el género Phrygilus, que ya se demostraba ser altamente polifilético; de acuerdo con los estudios genéticos y las características externas, según el trabajo de Campagna et al. 2011, podían distinguirse cuatro grupos bien diferenciados. Uno de estos grupos era formado por las entonces Phrygilus fruticeti, P. alaudinus, y P. carbonarius, que se demostró ser parientes próximas de Porphyrospiza caerulescens, de la cual los dos últimos se habían escindido alrededor de 4 Ma y bien distantes del resto de las especies entonces en aquel género. 
En la propuesta N° 507 al Comité de Clasificación de Sudamérica (SACC), posteriormente rechazada, se propuso transferir las tres especies a un género resucitado Rhopospina.
Más recientemente, publicaciones de filogenias completas de grandes conjuntos de especies de la familia Thraupidae basadas en muestreos genéticos, Burns et al. (2014) y Barker et al. (2015), suministraron las bases para la recomendación hecha por Burns et al. (2016), que fue resucitar Rhopospina exclusivamente para P. fruticeti y Corydospiza Sundevall, 1872 para P. alaudinus y P. carbonarius. Esta fue la posición adoptada por Aves del Mundo (HBW) y Birdlife International (BLI). Sin embargo en la Propuesta N° 730 parte 02 al SACC se prefirió la alternativa de transferir las dos especies al presente género, lo que fue seguido por el Congreso Ornitológico Internacional (IOC) y Clements Checklist/eBird v.2019
Los datos presentados por los amplios estudios filogenéticos recientes comprobaron que Porphyrospiza es pariente próximo de Rhopospina y que el clado integrado por ellos es pariente próximo de Incaspiza, en una nueva subfamilia Porphyrospizinae.

### Especies
Según las clasificaciones del IOC y Clements Checklist/eBird el género agrupa a las siguientes especies con el respectivo nombre popular de acuerdo con la Sociedad Española de Ornitología (SEO):
| Imagen | Nombre científico          | Autor                          | Nombre común  | Estado de conservación |
| ------ | -------------------------- | ------------------------------ | ------------- | ---------------------- |
|        | Porphyrospiza caerulescens | (Wied-Neuwied, 1830)           | yal azul      | NT                     |
|        | Porphyrospiza carbonaria   | (Lafresnaye & d'Orbigny, 1837) | yal carbonero | LC                     |
|        | Porphyrospiza alaudina     | (Kittlitz, 1833)               | yal platero   | LC                     |

## Características y hábitos
Sus especies poseen longitudes de entre 13 y 14,5 cm, con pesos de entre 16 y 30 g. Presentan un marcado dimorfismo sexual, teniendo los machos el pico amarillo-anaranjado, las patas amarillas y el plumaje mayormente en tonos grises, negruzcos o azulados; las hembras en cambio exhiben un plumaje pardusco a ocráceo estriado de negruzco. Se alimentan de frutos, semillas, brotes tiernos y pequeños invertebrados.

## Distribución y hábitat
Las especies de este género se distribuyen desde el nivel del mar hasta altitudes de 4000 m s. n. m. (en el caso de P. alaudina), extendiéndose desde el norte de Ecuador, a través del Perú y Bolivia, el centro y el este de Brasil, hasta el centro de Chile y el centro-sur de la Argentina. Son habitantes de ambientes abiertos, en pastizales y arbustales y biotopos rocosos, en llanuras, sierras y montañas.